# Psorospermum populifolium
Psorospermum populifolium är en johannesörtsväxtart som beskrevs av John Gilbert Baker. Psorospermum populifolium ingår i släktet Psorospermum och familjen johannesörtsväxter. Inga underarter finns listade i Catalogue of Life.